# Мутоскоп
Мутоскоп (англ. Mutoscope) — ранняя технология кинематографа, получившая успех в виде торговых автоматов для просмотра коротких движущихся кинороликов. Устройство изобретено бывшим помощником Эдисона и создателем «Кинетофона» Уильямом Диксоном, но патент получен 21 ноября 1894 года на имя соавтора Германа Каслера из-за сложных отношений Диксона с бывшими работодателями. Как и «Кинетоскоп», мутоскоп не предполагал проекции изображения на экран, позволяя просматривать картинки через окуляр единственному зрителю. Однако из-за особенностей конструкции изображение в окуляре было крупнее и качественнее, чем у кинетоскопа. Будучи дешевле и проще в обращении, мутоскоп получил большую популярность и широкое распространение на рынке рубежа XIX—XX веков.

## Принцип действия
Мутоскоп действовал по принципу кинеографа. Отдельные кадры ролика были обычно чёрно-белыми фотографиями, отпечатанными на жёстких и гибких непрозрачных картах. Карты были закреплены по принципу перелистывающегося каталога, как в устройстве Rolodex. Ёмкость составляла около 850 карт, что соответствовало примерно минуте просмотра. Размер блока с картами формата 7×4,75 см составлял 25 сантиметров. Мутоскопы оснащались монетоприёмником, автоматически запускающим просмотр. Перелистывание снимков, освещаемых электрической лампой, осуществлялось вручную специальной рукояткой. Каждая машина имела только один блок фотографий с единственным коротким роликом, описанным в рекламной табличке на корпусе мутоскопа. 
В отличие от кинетоскопа с его недолговечным успехом, век мутоскопа оказался гораздо продолжительнее. Как развлекательный автомат устройство оставалось популярным во времена звукового и цветного кинематографа. Мутоскопы выпускались в США с 1895 по 1909 год компанией American Mutoscope and Biograph Company, затем, с 1920 по 1949 год, компанией  International Mutoscope Reel Company. Благодаря надёжности конструкции устройства служили по несколько десятилетий, оставаясь работоспособными. Мутоскопы были особенно популярны на прогулочных пирсах в Великобритании до 1971 года, когда в обращение были введены монеты десятичной системы: старые машины не принимали их и в большинстве своём были после этого уничтожены.